# Philodromus dispar
Philodromus dispar es una especie de araña cangrejo del género Philodromus, familia Philodromidae. Fue descrita científicamente por Walckenaer en 1826.
La especie está muy extendida y es medianamente abundante en hábitats adecuados. En Alemania está clasificada como especie segura en la Lista Roja de la UICN.
La especie vive en zonas soleadas que no son demasiado húmedas y habita principalmente en los troncos y en las copas de los árboles. Los animales sexualmente maduros se pueden encontrar en primavera y verano.

## Descripción
Vive en árboles y arbustos. Es un cazador ágil. La hembra de esta especie es variable en tamaño y el color. El macho es negro brillante e iridiscente o marrón oscuro con bordes blancos. Philodromus dispar mide aproximadamente 5 mm de longitud; los machos de 4 a 5 mm y las hembras de 4 a 6,1 mm. Se alimenta de moscas y otros insectos. No construye una telaraña sino que atrapa a sus presas por medio de emboscadas y las persigue cuando se acercan a ella.

## Distribución
Esta especie se encuentra en Turquía, Cáucaso, Rusia (Europa hasta el sur de Siberia) e Irán. También en los Estados Unidos y Canadá.

## Galería

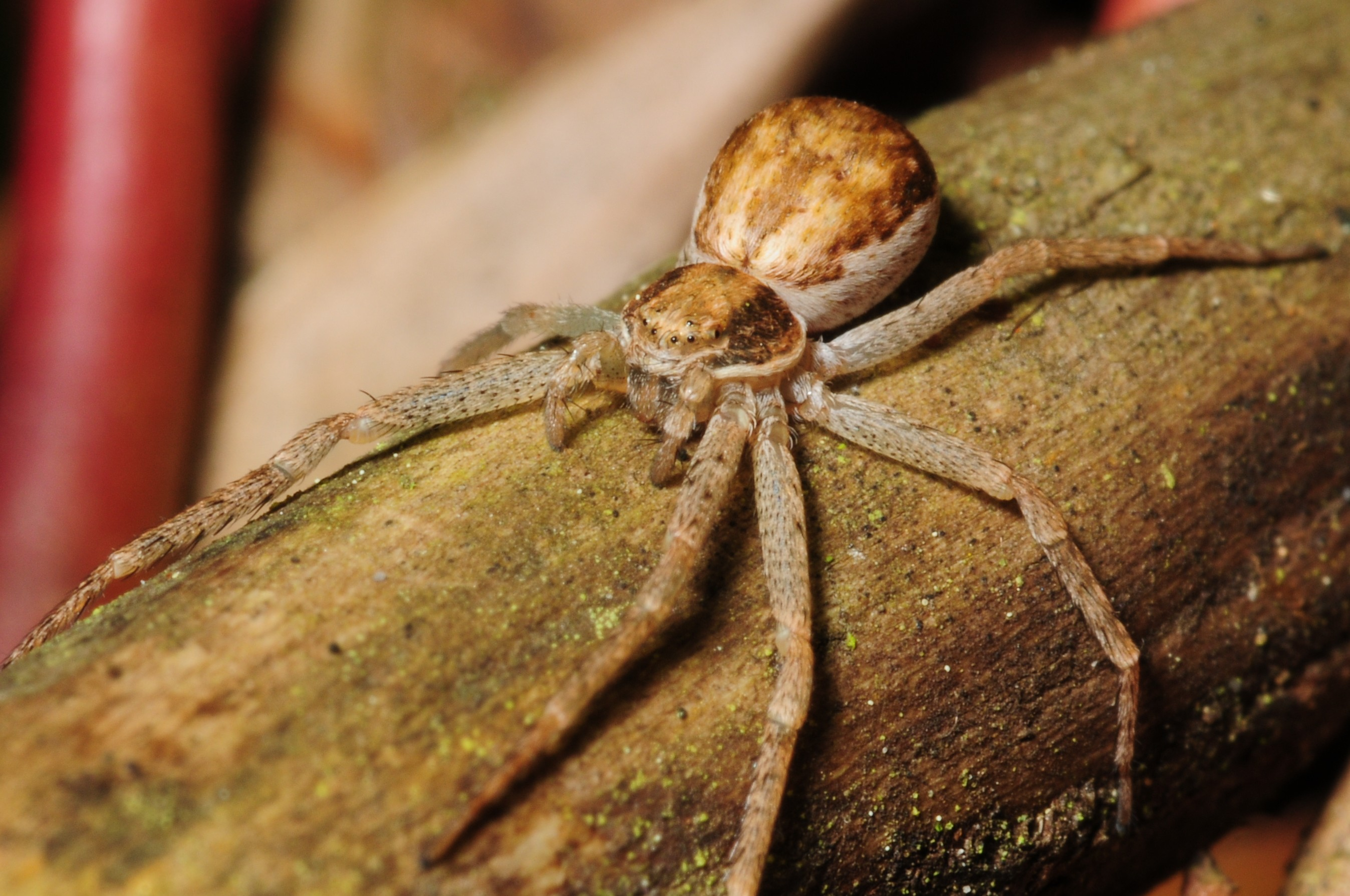
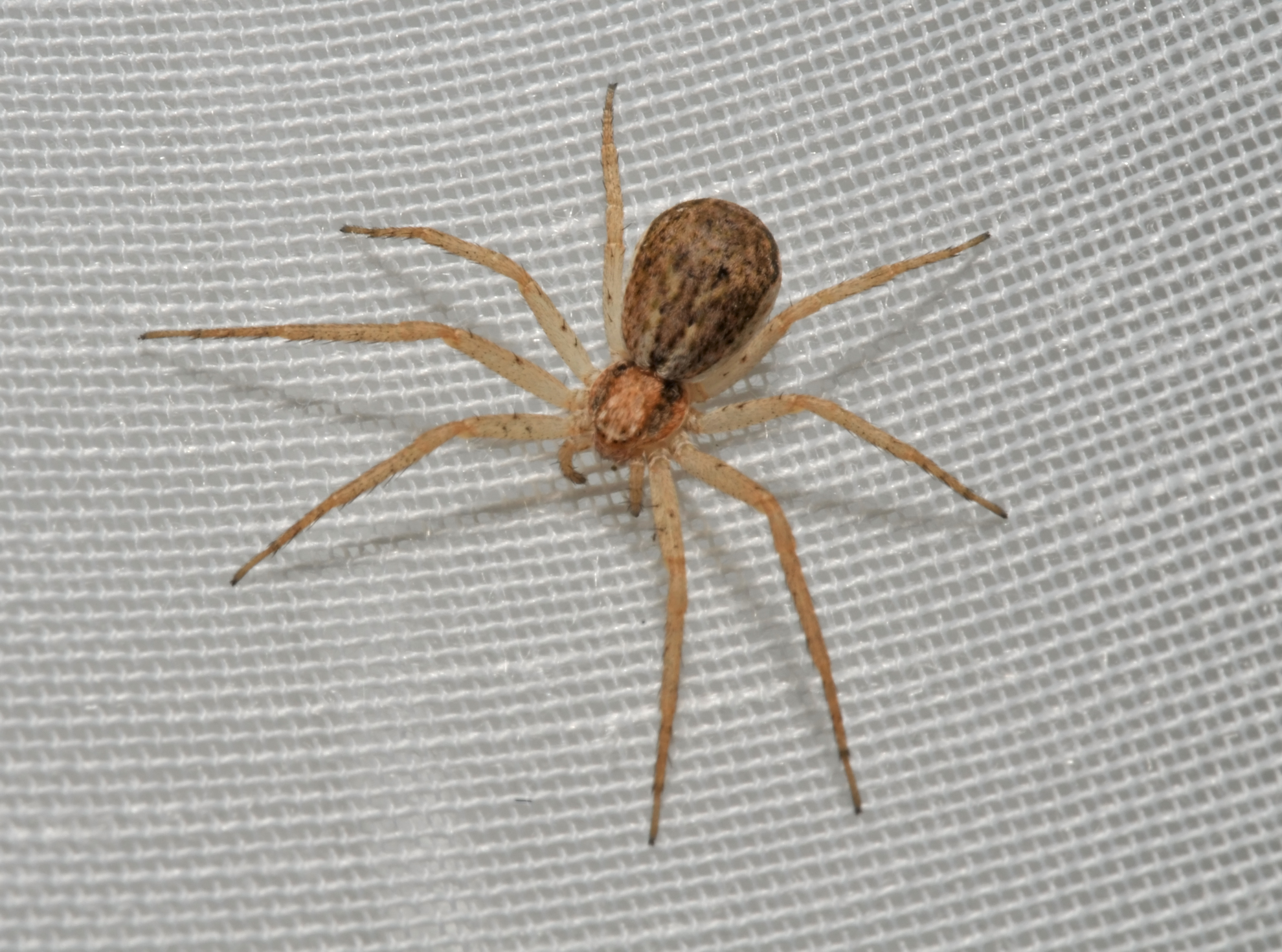
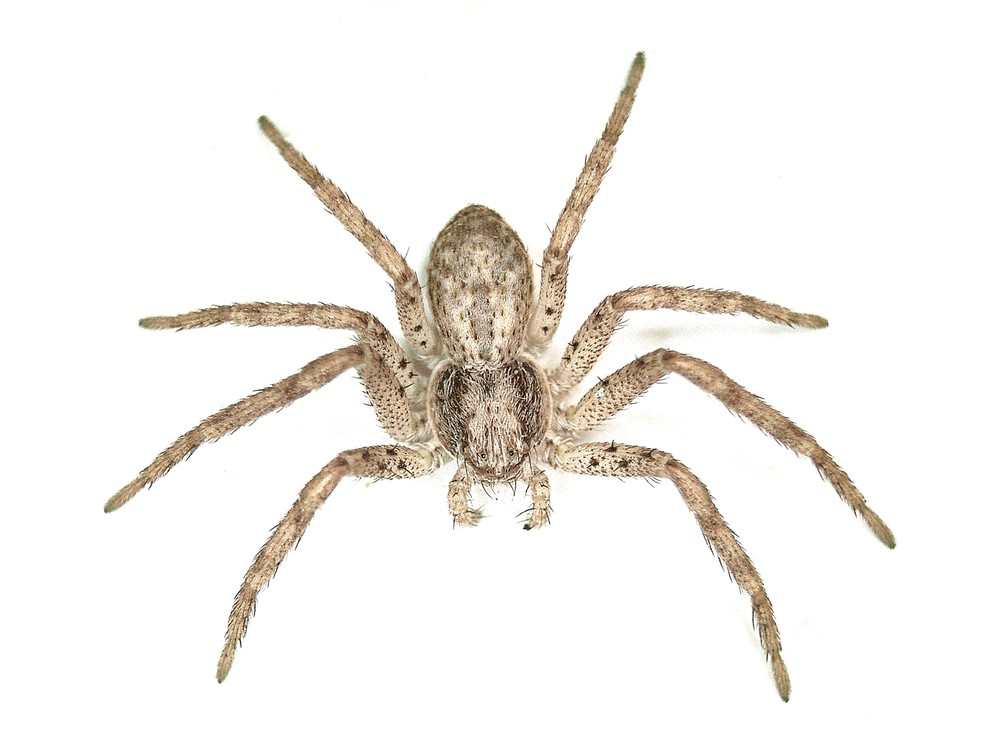
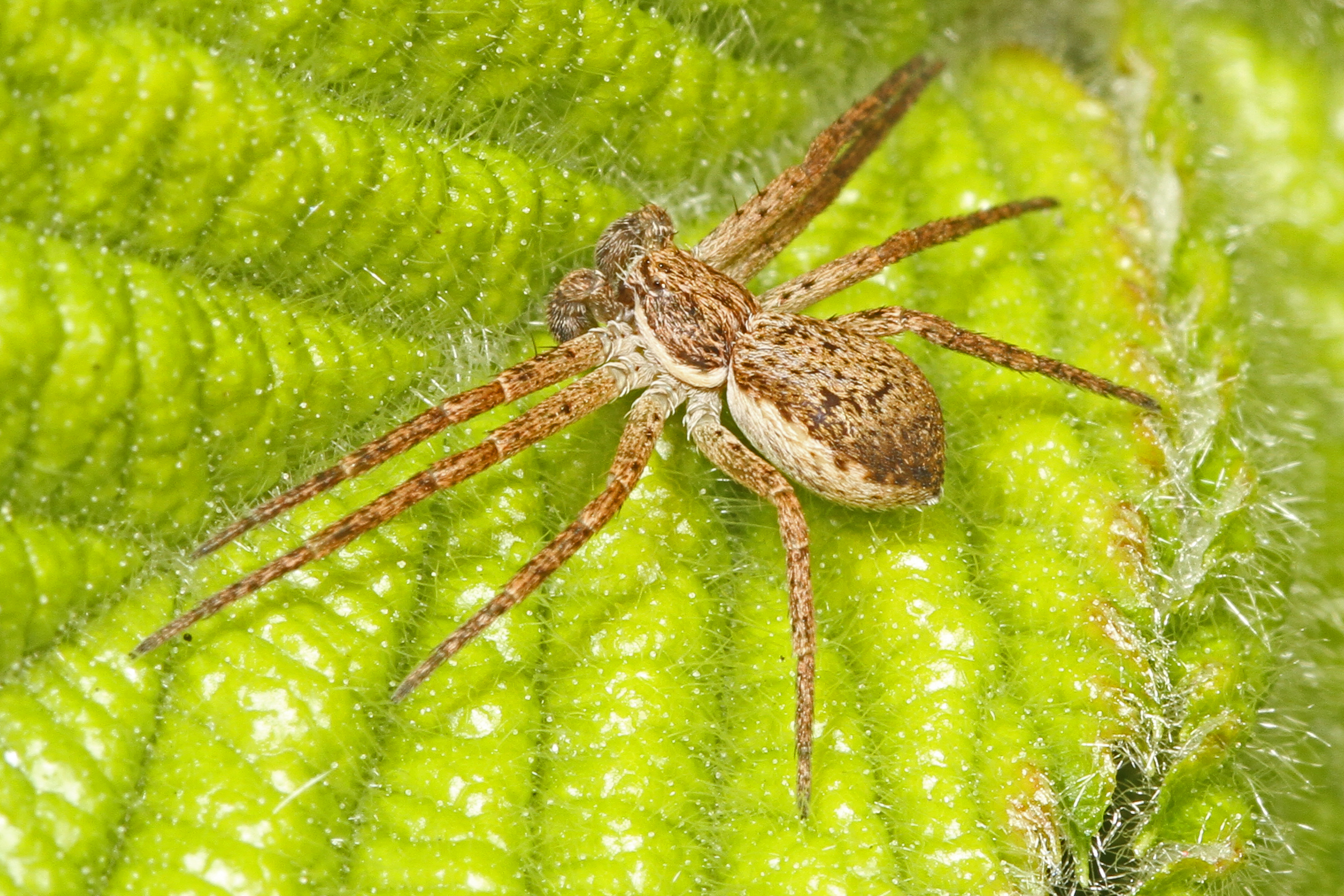
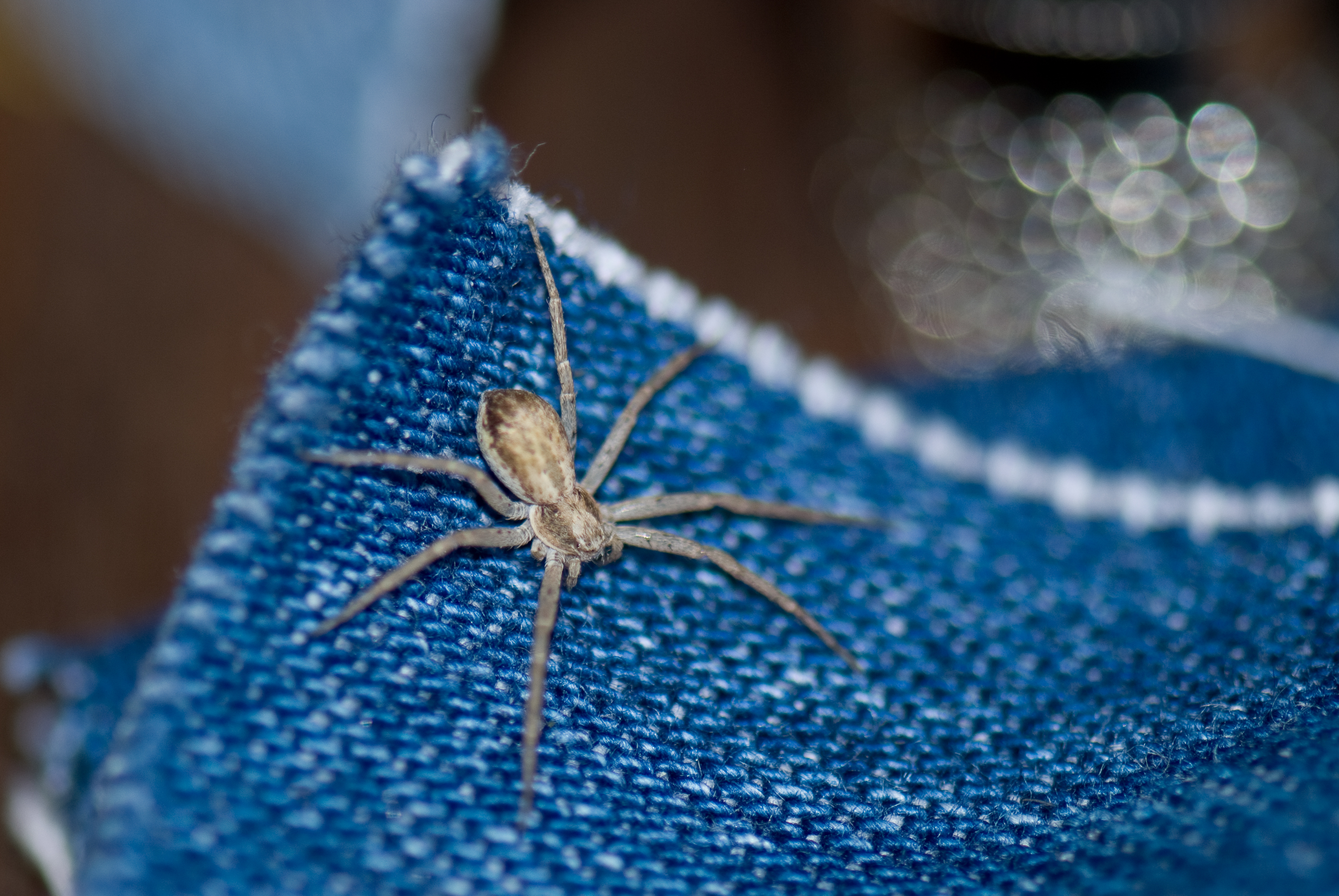
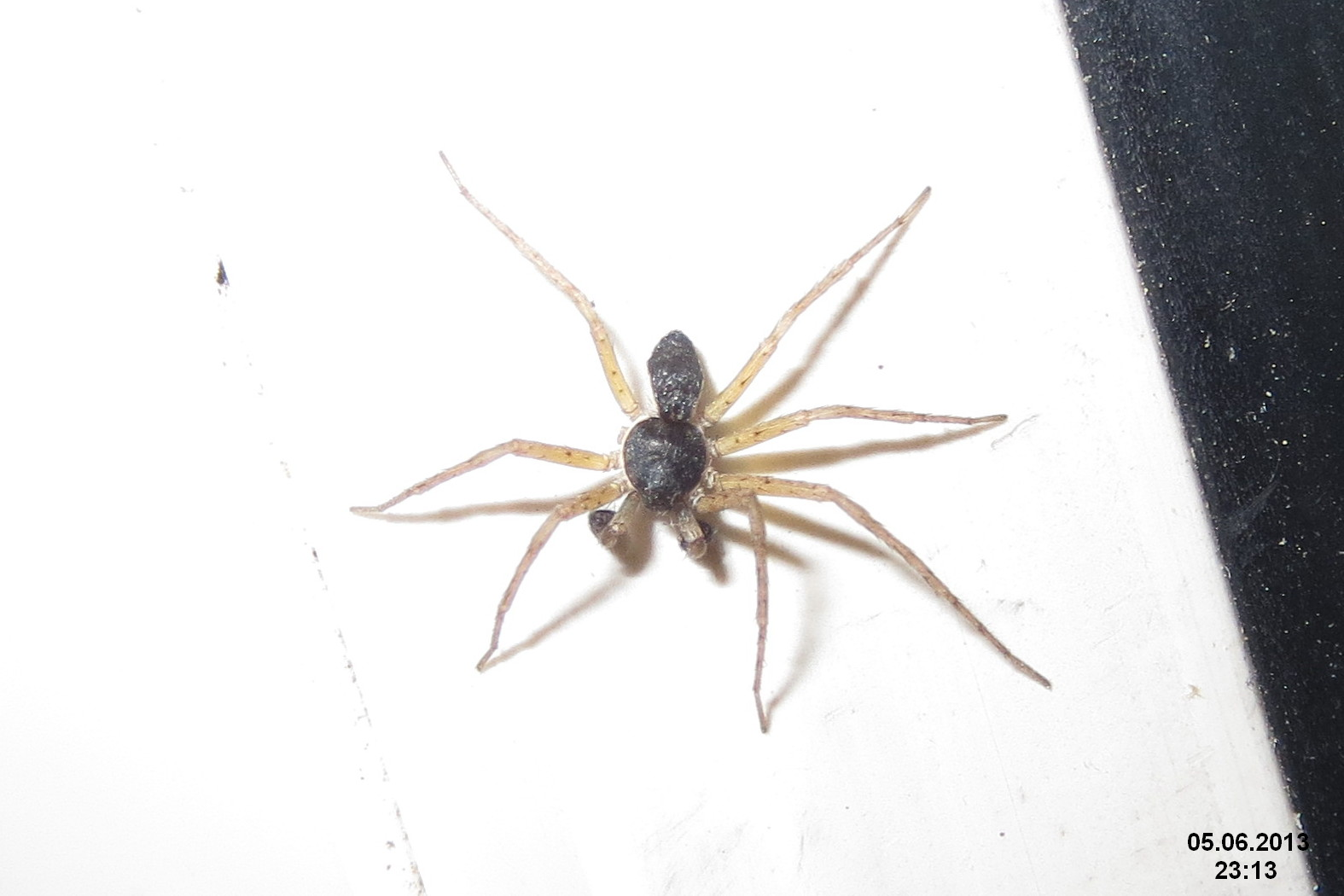
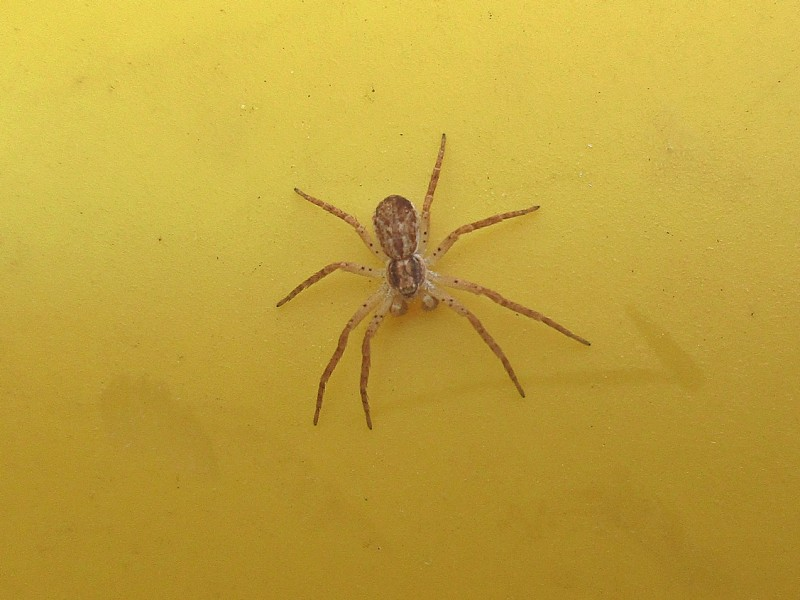
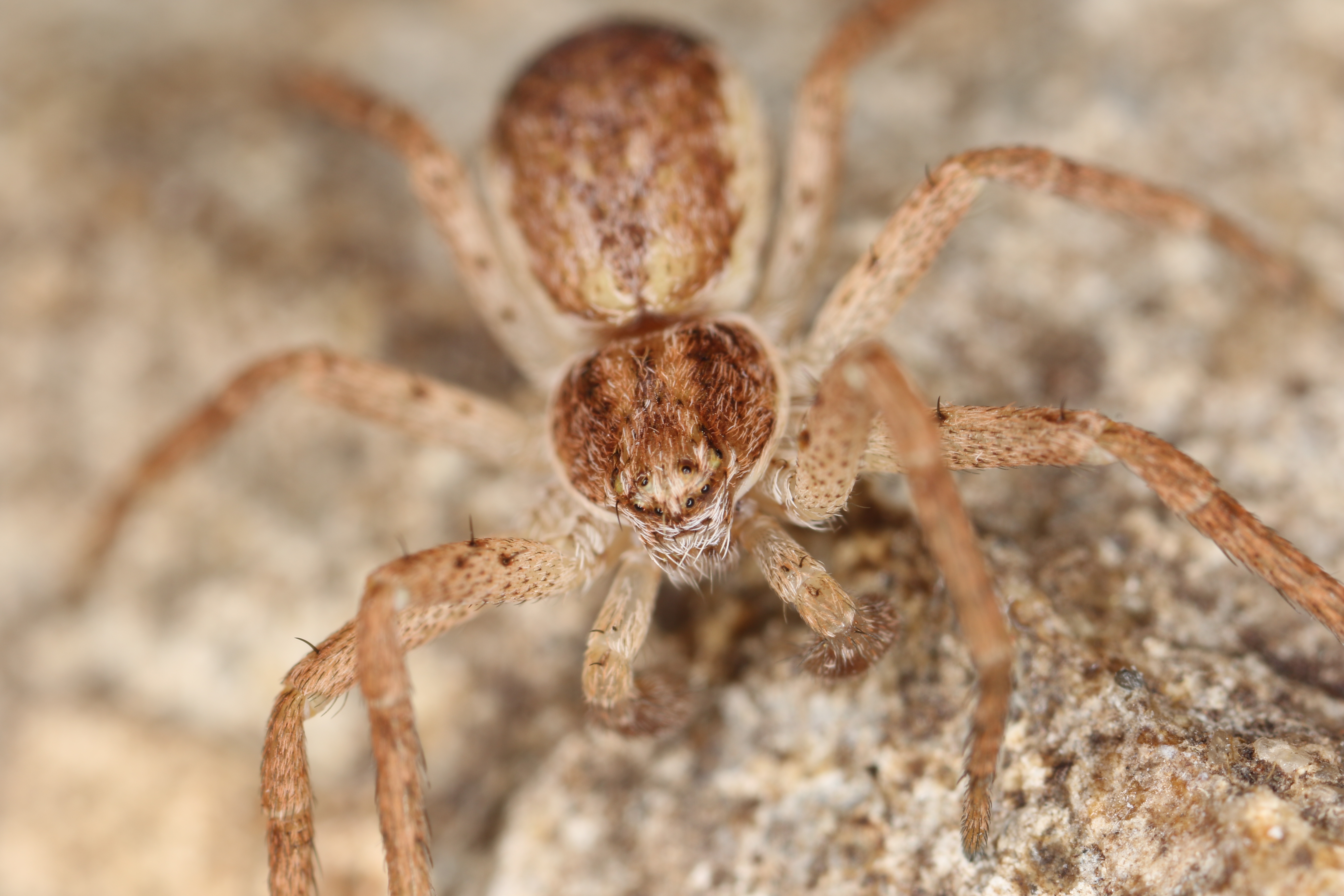